# Лез-Иль
Лез-Иль (фр. Les Ilhes) — коммуна во Франции, находится в регионе Лангедок — Руссильон. Департамент коммуны — Од. Входит в состав кантона Ма-Кабарде. Округ коммуны — Каркасон.
Код INSEE коммуны — 11174.

## Население
Население коммуны на 2008 год составляло 54 человека.
| 1962 | 1968 | 1975 | 1982 | 1990 | 1999 | 2008 |
| ---- | ---- | ---- | ---- | ---- | ---- | ---- |
| 147  | 148  | 101  | 90   | 77   | 58   | 54   |

## Экономика
В 2007 году среди 33 человек в трудоспособном возрасте (15—64 лет) 23 были экономически активными, 10 — неактивными (показатель активности — 69,7 %, в 1999 году было 62,2 %). Из 23 активных работали 17 человек (10 мужчин и 7 женщин), безработных было 6 (3 мужчин и 3 женщины). Среди 10 неактивных 2 человека были учениками или студентами, 6 — пенсионерами, 2 были неактивными по другим причинам.